# Telliskivi Loomelinnak

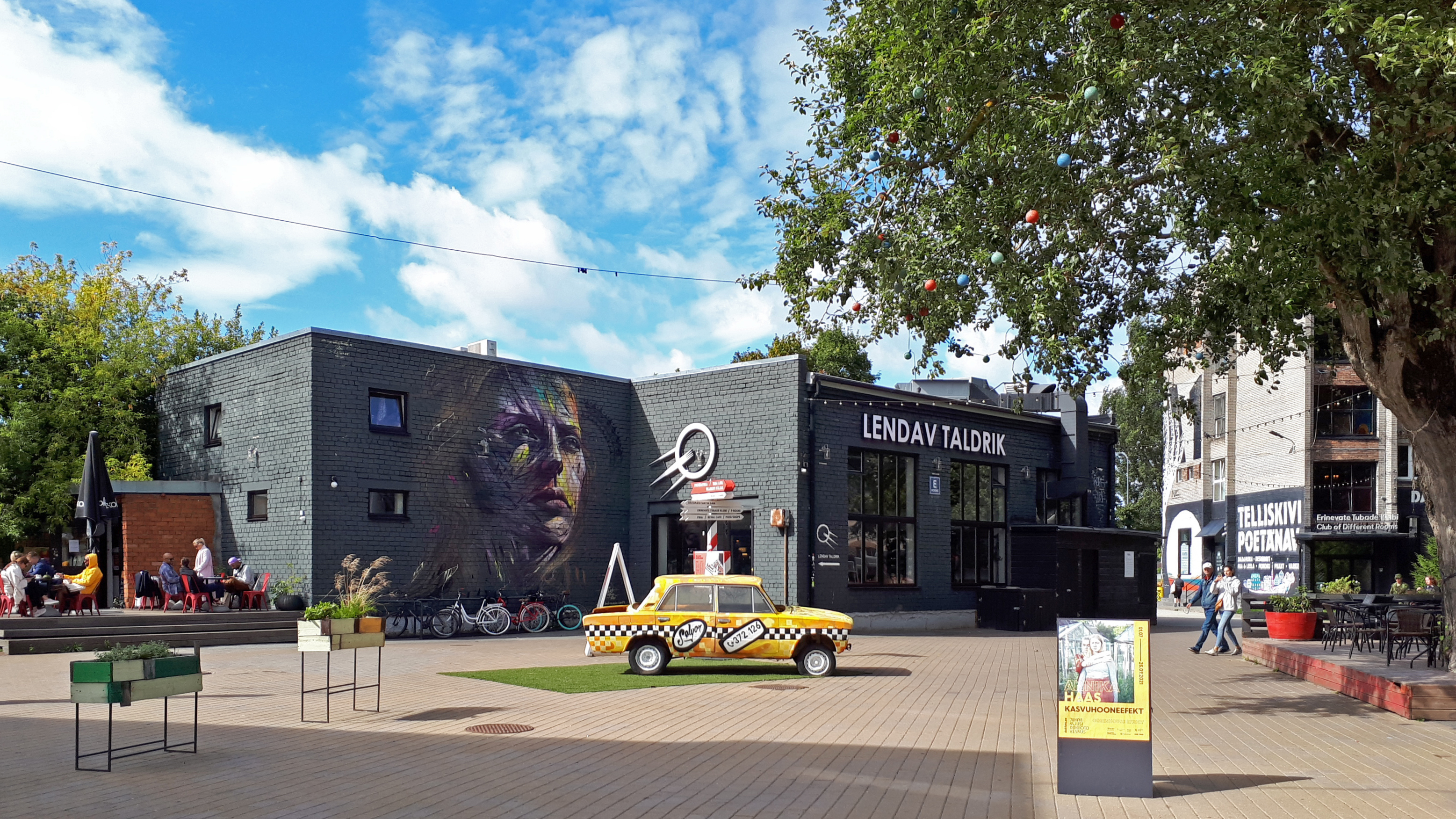
Edificis del Centre.

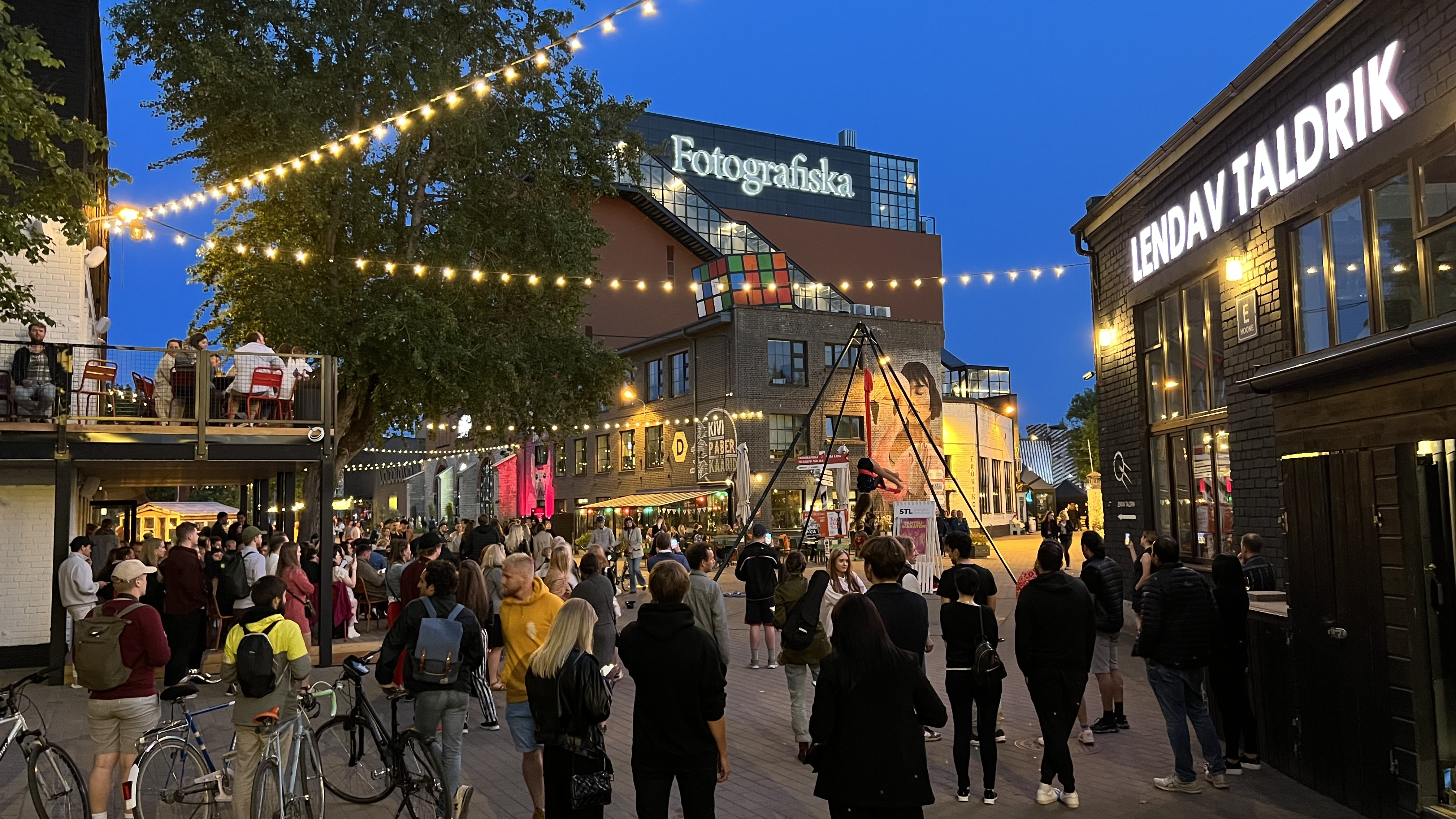
Centre Creatiu Telliskivi al vespre.

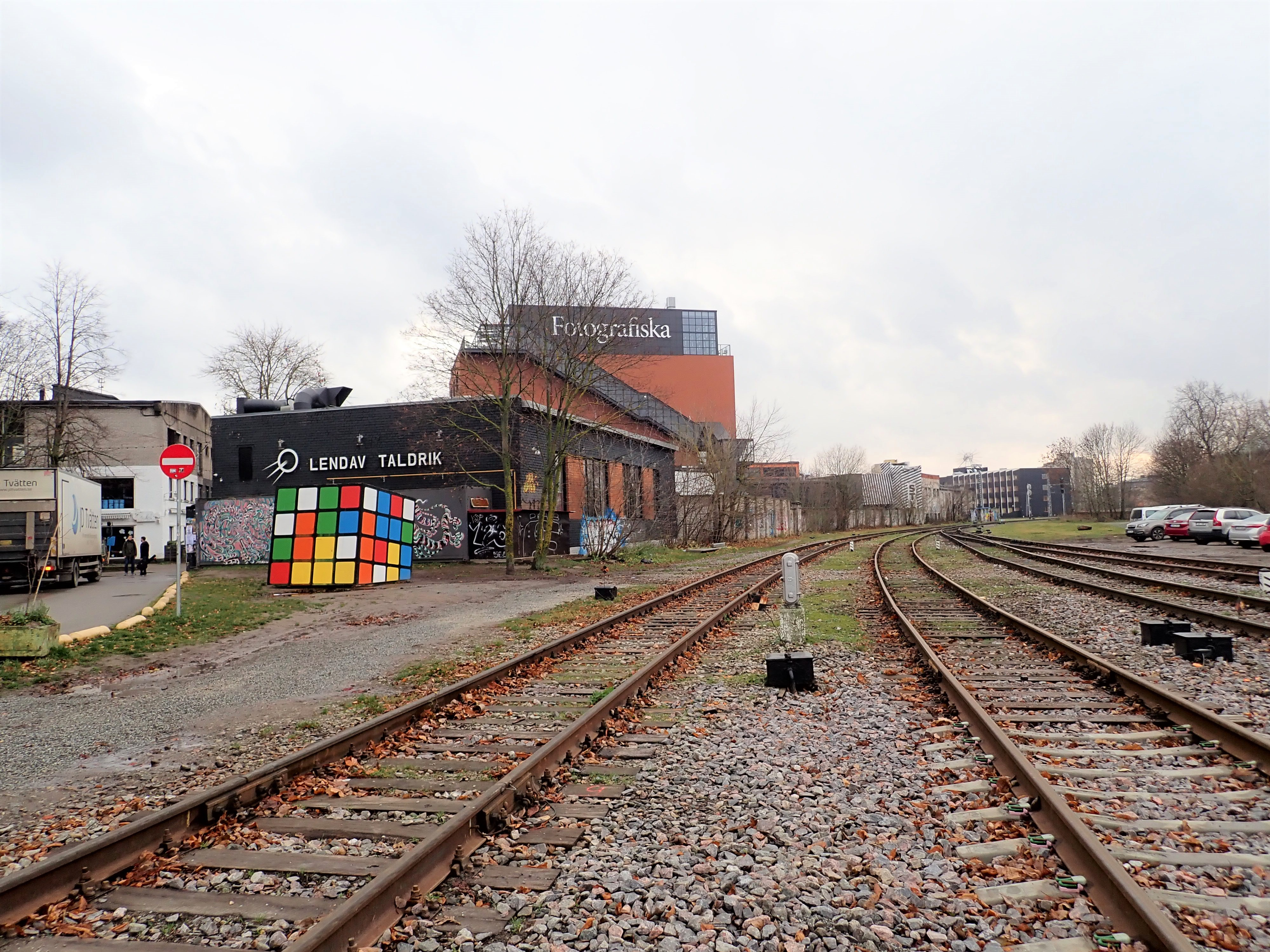
Panoràmica del Fotografiska Tallinn.

El Telliskivi Loomelinnak (en català: Centre Creatiu Telliskivi) és un centre creatiu situat al carrer Telliskivi a la part nord de la ciutat de Tallinn, Estònia. El centre serveix com a plataforma per a la comunitat creativa d'Estònia i està situat a l'antic emplaçament de la fàbrica del Ferrocarril del Bàltic.
El centre va ser fundada per Jaanus Juss el 2007. El 2009, el primer inquilíw, la seu del Festival de Cinema de Tallinn Black Nights, s'hi va instal·lar. I posteriorment el mercat de puces i un Parc de patinatge anomenat Haigla.
Actualment, Centre Creatiu Telliskivi consta de 10 edificis amb una superfície total de més de 25.000 m². Alberga unes 250 empreses, el 90% de les quals són empreses creatives, així com prop de 30 botigues i una dotzena de restaurants, dos teatres, set galeries i diverses sales de conferències. El centre també acull anualment esdeveniments culturals, com ara el festival d'art "Ma ei saa aru", Jazzkaar, Tallinn Music Week i d'altres.
Des del 2019, es va obrir el Centre Internacional d'Art Fotogràfic Fotografiska Tallinn, que presenta les millors obres dels millors fotògrafs amb exposicions que canvien sovint. El Fotografiska Tallinn també té una cafeteria i un restaurant que es pot visitar sense entrada al museu. El restaurant està gestionat pel xef Peeter Pihel, conegut pel seu lideratge apassionat en la preparació d'aliments sostenibles. El 2022, el Fotografiska Restaurant va rebre una estrella verda Michelin.
El Centre també compta amb nombrosos espais expositius, com ara la Vaal Galerii, el Centre de Fotografia Documental Juhan Kuusi i les galeries a l'aire lliure de Loomelinnaku Väligalerii i Kolme Puu galerii, l'última de les quals se centra en temes socialment significatius. Al voltant de les zones exteriors del centre hi ha nombroses peces d'art urbà.